# Topologia simplética
A topologia simplética (ou simpléctica) é aquela parte da matemática relacionada ao estudo das variedades simpléticas. Estas variedades se apresentam naturalmente na formulação hamiltoniana da mecânica clássica, que proporciona uma das motivações principais para o tema. Há um modelo local padrão, a saber R2n com 
ωi,n+i = 1; ωn+i,i = -1; ωj,k = 0 para todo i = 0,...,n-1; j,k=0,...,2n-1 (k ≠ j+n ou j ≠ k+n). Se chama a isto um espaço linear simplético. 
Uma variedade simplética é um par (M, ω) onde M é uma variedade diferenciável e ω é uma 2-forma fechada, não degenerada em M chamada forma simplética. Aqui, "não degenerada" significa que para cada vetor distinto de zero u no espaço tangente em um ponto, há um vetor v tal que
ω(u, v) ≠ 0
Os exemplos fundamentais de variedades simpléticas vêm dados pelos fibrados cotangentes de variedades; estes se apresentam na mecânica clássica, onde o conjunto de todas as configurações possíveis de um sistema se modela como variedade, e o fibrado cotangente desta variedade descreve o espaço de fase do sistema. As variedades de Kähler são também variedades simpléticas. Já nos anos 70, os especialistas em simpléticos estavam inseguros de se existiria alguma variedade simplética compacta não kähleriana, mas muitos exemplos se tem construído desde então; em particular, Robert Gompf demonstrou que cada grupo finitamente apresentado aparece como o grupo fundamental de alguma 4-variedade simplética, em contraste marcado com o caso kähleriano. 
Diretamente da definição, se pode demontrar que M é de dimensão par 2n e que o ωn é uma forma nula em nenhuma parte, a forma volume. Se segue que uma variedade simplética está canonicamente orientada e vem com uma medida canônica, a medida de Liouville.

## Campos vectoriais hamiltonianos
Em uma variedade simplética, cada função diferenciável, H, define um campo vetorial único, XH, chamado de campo vetorial hamiltoniano. Se define de tal modo que para cada campo vetorial Y em M a identidade
dH(Y) = ω(XH,Y)
valha. Os campos vetoriais hamiltonianos dão às funções em M a estrutura de uma álgebra de Lie com o colchete de Poisson
{f,g} = ω(Xf,Xg) = Xg(f)
(Advertência: outras convenções de símbolo estão também em uso).

## Simpletomorfismos
O fluxo de um campo vetorial hamiltoniano é um simpletomorfismo, ou seja, um difeomorfismo que preserva a forma simplética. Isto se segue do fechamento da forma simplética e da expressão da derivada de Lie em termos da derivada exterior. Como uma consequência direta temos o teorema de Liouville: o volume simplético é invariante sob um fluxo hamiltoniano. Como {H,H} =X(H)H = 0 o fluxo de um campo vetorial hamiltoniano também preserva H. Em física isto se interpreta como a lei de conservação da energia. O teorema de Liouville se interpreta como a conservação do volume de fase em sistemas hamiltonianos, que é a base para a mecânica estatística clássica. Acabamos de mostrar que há uma correspondência um a um entre simpletomorfismos infinitesimais e as funções diferenciáveis sobre uma variedade simplética. 
Em diferença às variedades de Riemann, as variedades simpléticas são extremadamente não rígidas: têm muitos simpletomorfismos provenientes de campos vetoriais hamiltonianos. A diferença fundamental entre as geometrias riemanniana e simplética é que uma variedade simplética não tem nenhum invariante local: segundo o teorema de Darboux para cada ponto x em uma variedade simplética há um conjunto coordenado local chamado variáveis ângulo com as coordenadas p1,...,pn,q1,...,qn, tais que:ω = Σ dpi ∧ dqi
Os subgrupos finito-dimensionais do grupo de simpletomorfismos são grupos de Lie. Representações destes grupos de Lie (depois de h-deformações, em geral, atente-se) nos espaços de Hilbert se chamam "quantizações". Quando o grupo de Lie é definido por um hamiltoniano, se chama uma "quantização por energia". O operador de Lie correspondente da álgebra de Lie à álgebra de Lie de operadores lineares contínuos também é, às vezes, chamada a quantização, e é uma maneira mais comum, entre físicos, de considerá-la.